# Hofburg
A Hofburg Bécsben a Heldenplatzon álló épületegyüttes, az egykori császári palota. Egyszerűen csak Burgnak szokás nevezni. Monumentális, tekintélyt sugárzó épületegyüttese évszázadok óta az osztrák főváros egyik dísze.

## Története
A magját alkotó középkori várat a 13. században építették, és 1283, vagyis I. Albert német király regnálása óta ez számított az uralkodók rezidenciájának. Szinte minden király és császár építtetett hozzá, így már olyan, akár város a városban, 240 000 négyzetméteren terül el Bécs központjában.
A régi vár idővel „svájci szárnnyá” változott, ezt a nevét a benne lakó svájci gárdistákról kapta, akik a palotaőrséget alkották. Ma itt találhatók a koronázási jelvények. A 16. században épült a Stallburg, amely a 18. század óta a királyi istállóknak is helyet biztosít, illetve szintén 16. századi Amalienburg, amely eredetileg különálló épület volt, de I. Lipót császár összekötötte azt a svájci szárnnyal. Az újonnan létrejött Lipót-szárnyba azután Mária Terézia költözött be, ma pedig ez az osztrák államfő székhelye.
1452-től a Hofburg volt a Habsburg Birodalom uralkodóinak, az osztrák uralkodó főhercegeknek, és a Habsburg-házból választott német-római császárok székhelye, 1806–1918 között itt volt az osztrák császárok lakóhelye.
Ma a Nemzeti Könyvtár és a Sissi Múzeum is itt kap helyet.

## Részei
A sok helyen átjárható épületegyüttesben 18 épületrész, 54 lépcsőház, 26 folyosó 19 udvar és 2600 helyiség található, a komplexumban 5 000 ember él és dolgozik. („A jó császár tulajdonképpen átjáróházban lakik” – mondta egy alkalommal I. Ferenc József.)

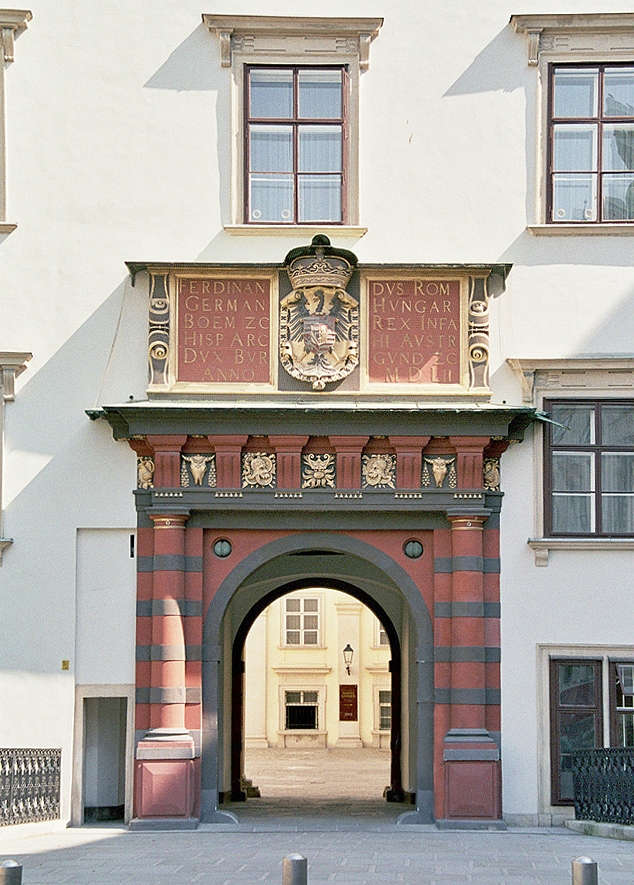
A Svájci-kapu

- Gótikus emlékek: az eredeti periódusból csak a Várkápolna részletei maradtak fenn.
- Reneszánsz emlékek: Svájci-kapu (Schweizertor) és Követ lépcső, Amáliavár, Istállósvár.
- Barokk emlékek: a Lipót-szárny illetve a VI. Károly császár által építtetett szárny: Nemzeti Könyvtár, Lovarda, Birodalmi kancellária (Fischer von Erlach). A Szent Mihály-szárny 50 méter magas kupolája az épület leglátványosabb eleme.